# Full Circle
Full Circle je osmi studijski album grupe The Doors, a drugi koji je snimljen bez Jima Morrisona. Full Circle je također i posljednji zajednički album grupe prije nego što su se razišli, u ožujku 1973. godine. Na albumu se nalazi i posljednji singl grupe - pjesma "The Mosquito". Mjesto glavnog pjevača ponovno su preuzeli Ray Manzarek i Robby Krieger.

## Popis pjesama
1. "Get Up and Dance" – 2:25
2. "4 Billion Souls" – 3:18
3. "Verdilac"  – 5:40
4. "Hardwood Floor" – 3:38
5. "Good Rockin"  – 4:22
6. "The Mosquito" – 5:16
7. "The Piano Bird" – 5:50
8. "It Slipped My Mind" – 3:11
9. "The Peking King and the New York Queen" – 6:25

## Izvođači
- John Densmore - bubnjevi, vokal
- Ray Manzarek  - klavijature, bas pedala, vokal
- Robbie Krieger - gitara, vokal

## Vanjske poveznice
- allmusic.com - Full Circle